# Вихід Румунії з ЄС

Розташування Румунії в Європейському Союзі

Було запропоновано вийти Румунії з Європейського Союзу (ЄС), який іноді називають Roexit або Romexit (причому обидва є сумісними з «Румунія» та «вихід»). Румунія, яка приєдналася до ЄС у 2007 році, зазвичай вважається відмінною від інших східноєвропейських сусідів — членів організації, де домінують неліберальна та популістська політика.

## Історія
У 2018 році Даніель Драгомір у Facebook запропонував Румунії вийти з Європейського Союзу (ЄС). Драгомір, націоналіст проти антикорупційної політики країни і колишній член Служби розвідки Румунії (SRI), заявив, що членство в ЄС впливає на національний суверенітет Румунії і що Брюссель «грабує у нас». Це твердження виявилося неправдивим, оскільки Румунія тоді отримала більше грошей, ніж віддала ЄС. Про це він сказав після того, як віце-президент Європейської комісії Франс Тіммерманс розкритикував реформи правосуддя, які тоді відбувалися в Румунії. Драгомир опублікував список з 10 причин, чому країна повинна вийти з ЄС.
Деякі політичні партії в Румунії також підтримують цю пропозицію. Прикладом може служити ультраправа партія Noua Dreaptă, яка виступає проти присутності Румунії в ЄС і НАТО.
Однак деякі проєвропейські політики, як-от Коріна Крецу, колишній єврокомісар з питань регіональної політики, розкритикували цю ідею, назвавши її «розкішшю» та перерахувавши кілька моментів, у яких ЄС допоміг країні. Віктор Негреску, тодішній уповноважений міністр з європейських справ Румунії, сказав, що ця ідея не враховується на політичному рівні в країні і що вона була створена лише для того, щоб «розбурхати суперечки». Натомість він виступав за інтеграцію Румунії в європейську політику.
У грудні 2020 року м'яка євроскептична партія Альянс за Союз румунів (AUR), яку називають ультраправою, вперше увійшла до парламенту Румунії та стала 4-ю за величиною партією в країні, хоча неясно, чи він підтримує вихід з ЄС чи ні. У 2021 році сенатор Діана Йованович Шошоака, колишній член AUR, який тоді входив до Партії румунської національності (PNR), висловила свою підтримку виходу Румунії з ЄС. Крім того, деякі приклади неполітичних діячів, які підтримують це, включають румунського актора Mihai Mălaimare, який висловив підтримку виходу Румунії з ЄС у 2022 році.

## Громадська думка
Євроскептицизм загалом не дуже популярний серед румунів. Згідно з опитуванням 2015 року, 65,6 % румун вважають, що вступ до ЄС був вигідним для їх країни. Це було дуже помітною зміною в порівнянні з опитуванням 2013 року; лише 35 % вважали ЄС вигідним. Крім того, 58 % погодилися з прийняттям євро в 2015 році порівняно з 35 % у 2013 році. Пізніше, під час опитування, проведеного у 2022 році, 71,1 % респондентів заявили, що не проголосували б за вихід з ЄС, у порівнянні з 25,2 %, які б голосували, що знову означало збільшення підтримки ЄС серед румунів.